# 赤道脊

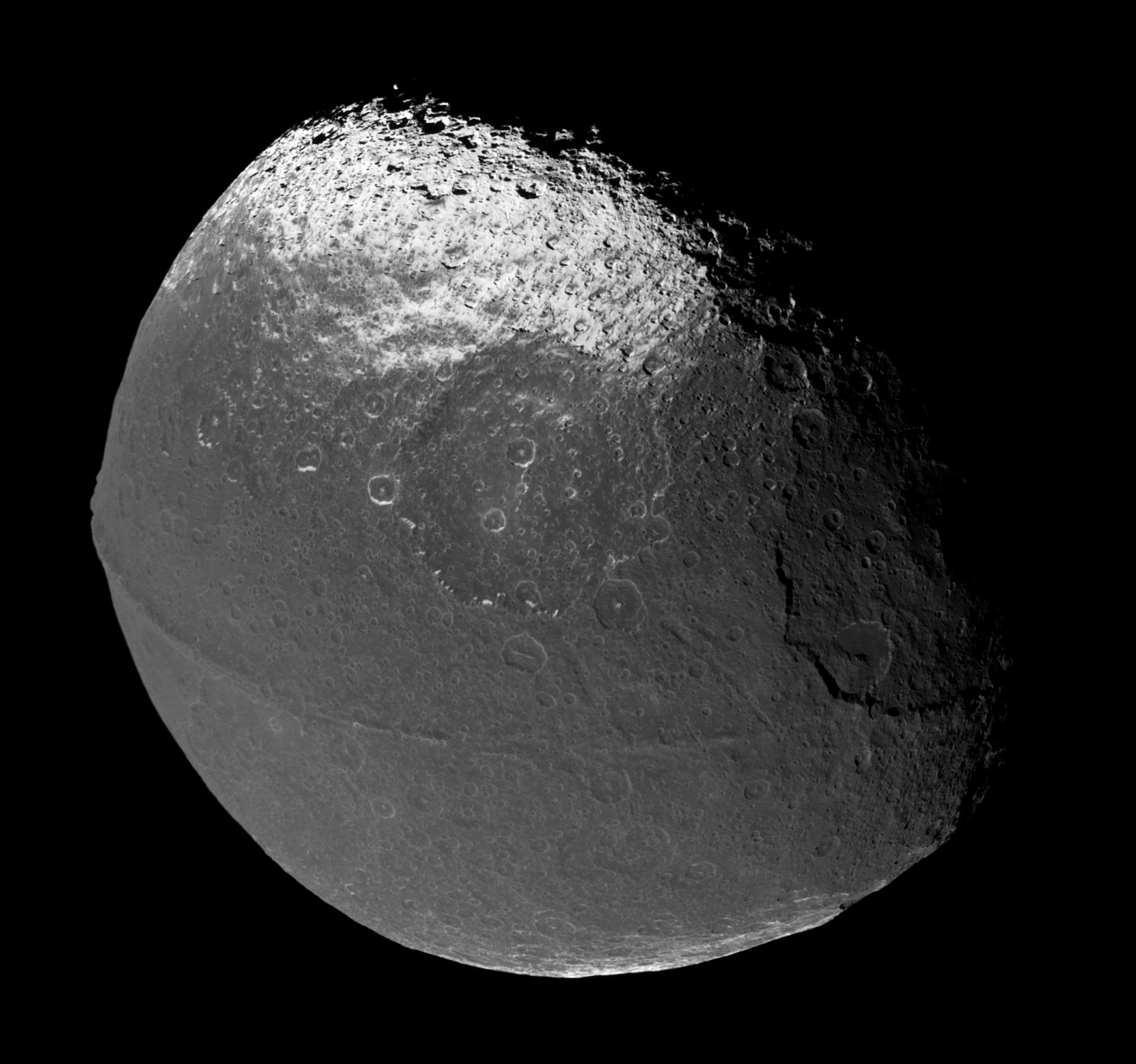
土卫八上的赤道脊

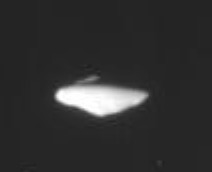
土卫十五上的赤道脊

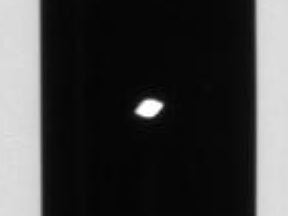
土卫十八上的赤道脊

赤道脊是土星卫星上存在的一种地貌特征，至今已在三颗土星卫星的发现了该地貌——即较大的土卫八和较小的土卫十五、土卫十八。三颗卫星上的赤道脊所在位置都接近于卫星赤道。这种地貌只存在于土星卫星上，但还不确定其形成是否有共同原因或者只是一种巧合。三颗卫星上的赤道脊都是于2005年为卡西尼号所发现。
土卫八上的赤道脊的宽达20公里，高达13公里，长度达1300公里。土卫十五较之土卫八小得多，但是按比例来说，其上的赤道脊则更为显眼，该地形使得土卫十五的形状十分怪异，看起来就像不明飞行物。土卫十八的图像较为模糊，但是仍能分辨出类似于土卫十八的结构。

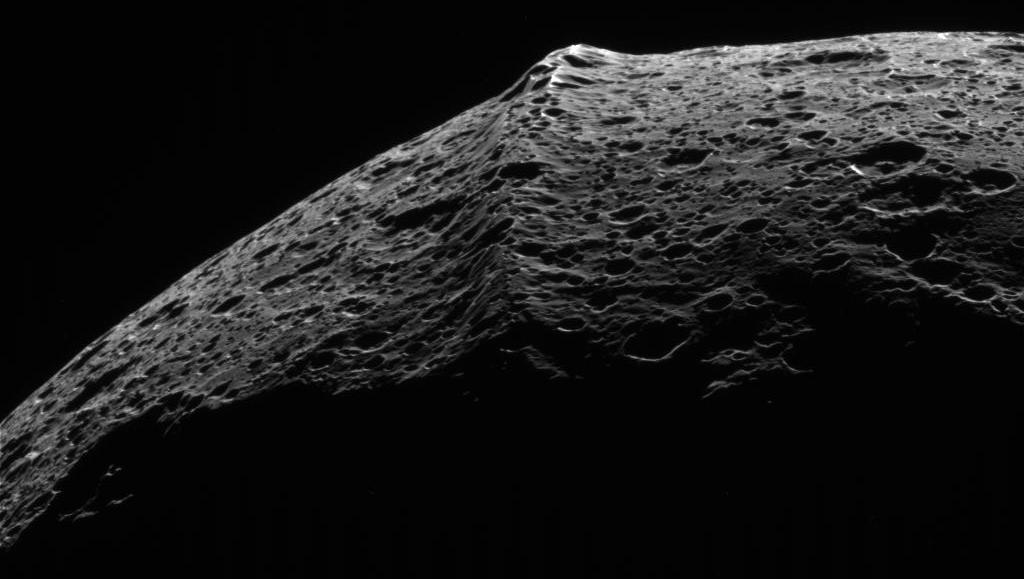
土卫八赤道脊的特写镜头

至今仍不清楚这些山脊是如何形成的，以及三颗卫星上的类似地形是否存在着某种联系。由于土卫十五和土卫十八的轨道位于土星环之内，因此有人认为这两颗卫星吸附了土星环中的物质，从而在赤道处形成了这种山脊。但是这种理论并不适用于土卫八，因为该卫星的轨道位于土星环之外。曾有科学家认为土卫八曾经位于土星环之内，从而形成了该地形，后来由于某种未知原因而被推出至现今的位置。 （页面存档备份，存于）与之对应，还有一种观点认为土卫八的轨道位置并未发生变化，而是土星环由于土星的重力场而被拉至更近的轨道位置。但是大多数科学家都倾向于以下观点：土卫八的赤道脊是由某种内源性构造活动形成的，而与土卫十五和土卫十八的赤道脊的形成过程没有联系。